# Victim feminism
Victim feminism（ヴィクティム・フェミニズム、被害者フェミニズム）は1990年代に一部のリベラルおよびリバタリアンフェミニストによって使われていた、彼らが「女性は弱いもしくは代弁者が不足しているため、保護する必要がある」という偏見を強化していると見做した他のフェミニストを批判するための用語である。
ナオミ・ウルフは被害者フェミニズムと権力フェミニズムを対比させている。彼女によれば、被害者フェミニストは「窮地に立たされた脆くて直感的な天使」としての女性像を提示することで結果的に女性が実際に持つ力に対して責任を負うことを妨げている。また、ウルフは被害者フェミニストが女性の暴力性や競争指向性を無視しながら、それらを男性や家父長制に投影していることも指摘している
コリン・グラントによれば、上記の権力フェミニズムと被害者フェミニズムの二項対立は、双方が女性が被っている不利益を如何に対処するかの違い— 後者がくよくよしているだけなのに対し、前者はそれらに挑戦し克服するために問題を認識しようとするーに根ざしている。グラントはまた、ウルフ本人はこれら両方の側面を受け入れているのが窺えること、例えば「美の陰謀」が被害者フェミニスト的な色彩を持っているのに対して、Fire With Fireにおいてはウルフが権力フェミニズム側に移行していることにも言及している。
この「被害者」と「権力」の二分法は定義が曖昧すぎてウルフの議論に齟齬をきたしていると批判されている。また、複数の根本的に異なるフェミニズムの潮流を一纏めにして議論を難解にすることで反フェミニストのレトリックを利しているとも指摘される。
被害者フェミニズムは ジェンダーフェミニズムの好ましくない傾向だと説明されることもあった。より肯定的な解釈として（性別や道徳などに纏わる）女性の経験や立場の特有性を「家父長制史観的」な男性観への望ましい代替だと捉えている者もいる。
ナオミ・ウルフのFire with Fireとケイティ・ロイフのThe Morning Afterは、現代における被害者フェミニズムの蔓延に対して大衆文化が持つ反感の一端としてとりあげられ、メディアの脚光を浴びた。
ウルフとロイフの主張のひとつとして、被害性の強調は「女性が脆く無防備な存在」であるというステレオタイプを強めるというものが挙げられる。他方で「権力フェミニズム」は、社会構造的な女性の従属性を度外視しているため、解決策としては安直に過ぎるとも指摘している。総じて「被害者」対「権力」の二分法は、不正確且つ根本的に不十分で、極論に繋がりかねないと結論づけられている。
ジェンダー研究学者のレベッカ・ストリンガーは、ウルフとロイフ以外にも被害者フェミニズムを批判し、女性の主体性を前提としたフェミニズムを推奨するフェミニスト作家がいるとしている。例として、カミール・パーリア、クリスティーナ・ホフ・ソマーズ、ナターシャ・ウォルター、レネ・デンフェルドが挙げられる。これらの作者は1990年代にそれぞれベティ・フリーダンやジャーメイン・グリアの初期の作品のような、行動を呼びかけるフェミニズムに関する作品を著した。しかし彼女らは政治的および経済的変化を煽るのではなく、現状追認することをしばしば主張した。ストリンガーによれば、1990年代の「被害者フェミニズム」に対するこれらの反感は、同時期の新自由主義の台頭と結びついている。また、著作Knowing Victimsの中で彼女は、上記の犠牲者フェミニズムに向けられる批判は女性の主体性を肯定するどころか、女性の主体能力の欠如を問題視し、被害者非難のような自己責任論に帰していると指摘している。
エリザベス・シュナイダーは法的な観点から「被害者性」と「主体性」の二分法を、「女性がどれか一方のカテゴリに属しているというのは不完全で静的な見方である」として批判している。彼女は第一にどちらのカテゴリも不明瞭で不完全すぎること、第二にそれらは二項対立的な両極端ではなく、女性の経験の中で、それぞれ独立して存在しつつも相互作用するものだと指摘する。